# 지방이
지방이(脂肪이)는 대한민국의 비만 치료 전문 병원 365mc의 홍보용 캐릭터로, 지방 덩어리를 의인화 하여 둥글둥글하게 만들어낸 캐릭터이다.

## 역사
지방이는 2012년 365mc의 광고에서 처음 등장한 후 동글동글한 귀여운 이미지로 인기가 치솟아 대중적인 인기 캐릭터로 자리잡았다. 지방이는 대한민국 뿐만 아니라 일본에도 알려져, '시보우쨩(脂肪ちゃん)'이라는 이름으로 인기몰이를 하였다.

## 저작권 논란
애초에 저작권을 등록하지 않은 지방이 캐릭터가 예상 외의 인기를 끌자, 2016년부터 지방이 캐릭터를 무단으로 본딴 봉제인형이나 캐릭터 상품들이 시중에 판매되기 시작하였다. 이에 지방이 캐릭터의 원 소유주인 365mc 병원 측에서는 이를 저작권 침해로 규정하고, 지방이 캐릭터를 인형으로 판매한 도담코리아라는 업체가 창출한 부당 이익을 환수해 사회에 전액 기부하겠다며 법정 소송을 진행하였다.
2017년 5월 6일 이뤄진 1심에서 성남지방법원은 365mc의 지방이 캐릭터 저작권을 인정하며 도담코리아 측의 지방이 사용을 금지하여 365mc 측의 승소 판결을 내렸다. 한편, 2018년 1월 19일 이뤄진 2심에서 서울고등법원 재판부는 “지방을 뚱뚱하면서도 귀여운 이미지로 의인화했다는 것은 캐릭터 자체의 아이디어에 해당해 저작권 보호대상이 되지 않는다”라고 판시하며, 도담코리아의 인형과 지방이 캐릭터의 유사성을 인정하지 않고 도담코리아 측의 가처분 이의 신청 항고를 받아들였다.
그러나 2019년 1월 11일 서울중앙지방법원 민사합의 26부에서는 도담코리아에 대해 365mc 지적재산권을 침해했다고 판결하여, 도담코리아 측은 지방이 모방인형의 제조 및 판매가 금지되었고, 3000만원 손해배상을 하게 되었다.